# Vladimir Bonč-Brujevič
Vladimir Dmitrijevič Bonč-Brujevič (rusky Владимир Дмитриевич Бонч-Бруевич; 28. červnajul./ 10. července 1873greg., Moskva – 14. července 1955, Moskva) byl člen bolševické strany, žurnalista, historik a spisovatel. Jeho bratr byl generál Michail Bonč-Brujevič.

## Životopis
Vladimir Bonč-Brujevič se narodil v rodině polského původu. Nastoupil na Moskevskou univerzitu, ale nedokončil ji.
V roce 1896 emigroval Bonč-Brujevič do Švýcarska, kde roku 1898 vstoupil do Ruské sociálně demokratické dělnické strany. Studoval na univerzitě v Curychu. Roku 1899 odešel do Kanady. Po rozkolu strany roku 1903 přešel k bolševikům.
V roce 1905 se Bonč-Brujevič vrátil do Ruska a pracoval v novinách Novaja Žizň. V průběhu revoluce působil v Petrohradu, kde dodával revolucionářům zbraně.
Roku 1912 působil v redakci novin Pravda. V roce 1917 se stal členem Petrohradského sovětu. V roce 1918 se Bonč-Brujevič stal členem Socialistické akademie věd, kde setrval až do roku 1920.
Po Leninově smrti psal Bonč-Brujevič o dějinách Ruska, náboženství, sektách a etnografii.
Roku 1933 roku se Bonč-Bruevič stal ředitelem Národního muzea literatury v Moskvě. Od roku 1945 až do smrti byl ředitelem muzea dějin náboženství a ateismu v Leningradě.
Vladimir Bonč-Brujevič je pohřben na Novoděvičím hřbitově v Moskvě.